# Ptychodes punctatus
Ptychodes punctatus là một loài bọ cánh cứng trong họ Cerambycidae.